# Troglodytes sissonii
El chochín de la Socorro o chivirín de Socorro (Troglodytes sissonii) es una especie de ave paseriforme de la familia Troglodytidae endémica de la isla Socorro, en México. Anteriormente se clasificaba en el género Thryomanes pero se trasladó a Troglodytes por su comportamiento, canto, plumaje, y análisis del ADN mitocondrial.

## Distribución y hábitat
Se encuentra únicamente en la isla Socorro. Su hábitat natural son los matorrales tropicales áridos de Croton masonii–Opuntia, y ocasionalmente los bosques más húmedos. Su preferencia de hábitat limita su presencia por encima de los 600 m de altitud, aunque puede encontrarse en toda la isla.
Sus principales amenazas son la destrucción de su hábitat debido a las ovejas asilvestradas y la depredación de los gatos introdudidos. Aunque la IUCN lo clasifica como Especie casi amenazada, está mejor que otras especies de aves de la isla, en especial que las aves de mayor tamaño, y sigue siendo uno de los pájaros más abundante de la isla de Socorro.

## Comportamiento
En 1953, no era una especie que preocupara. 
Durante visitas realizadas en 1953, las aves observadas a mediados de marzo estaban fuera de su temporada reproductiva; y a mediados de noviembre se observaron machos en actitudes territoriales.